# Business intelligence
Business Intelligence se referă la sisteme informatice de identificare, extragere și analizare a datelor disponibile într-o companie, sisteme al căror scop este de a oferi un suport real pentru luarea de decizii de business. 
Sistemele informatice de tip Business Intelligence au fost considerate până recent ca fiind instrumente destinate managerilor  – soluții care oferă managementului unei companii informațiile necesare pentru îmbunătățirea performanței generale a acesteia. Un sistem BI de tip operațional  își păstrează această proprietate și susține activitățile zilnice prin funcționalități specifice: informații actualizate  în timp real, acces securizat la date din orice locație, analize ușor de realizat de către orice utilizator, fără sprijin specializat etc. Această schimbare răspunde trecerii spre o nouă cultură organizațională, cea a unui management bazat pe obiective clare, măsurabile, asumate de către companie și angajați la fiecare nivel execuțional. Pentru ca acest model să funcționeze, trebuie ca angajatul să poată lua decizii informate pentru atingerea propriului obiectiv. BI-ul operațional intervine în aceste companii, oferind acces la informație relevantă la fiecare nivel și viteză decizională. 
Gartner, liderul mondial în consultanță pe tehnologie, menționează "democratizarea BI-ului" ca fiind principalul trend în industria de Business Intelligence pentru anul 2011. Acest concept se traduce prin disponibilitatea informației în timp real și din orice locație, acces la sistem pentru mai multe categorii de utilizatori și relevanță crescută. 
Sistemele BI clasice se bazează în principal pe informație obținută în intervale de timp mai mari. Acest tip de informație este foarte importantă pentru a observa trenduri, probleme, zone de business care necesită îmbunătățiri și alți factori importanți. 
Un sistem BI operațional presupune în plus depistarea trendurilor, problemelor și altor factori imediat după ce apar, permițându-le angajaților să le rezolve imediat și nu la câteva zile, când acestea pot lua amploare și pot avea un impact puternic nefavorabil asupra companiei. Implementarea unui astfel de sistem presupune o cultură organizațională în care rolul angajatului nu mai este pur execuțional, acesta devine decident. 

## Vizualizarea interactivă a datelor
Analizarea datelor generate de activitățile unei companii este o activitate solicitantă, care implică resurse de timp și umane considerabile, în special dacă volumul de informații este foarte mare. Însă reprezentările vizuale simplifică lucrurile, permițându-le utilizatorilor din orice nivel al companiei să înțeleagă mai bine datele pe baza cărora trebuie să-și îndeplinească obiectivele. Spre exemplu, un agent de vânzări dorește să afle volumul vânzărilor realizate în ultimii 2 ani pe fiecare județ. Ca majoritatea colegilor săi, acesta folosește rapoarte statice de tip listă pentru păstrarea și prelucrarea datelor și va încerca să obțină răspunsurile dorite din tabele cu cifre, proces adeseori greoi și fără multe rezultate. Transpunerea acestora în reprezentări vizuale este însă mult mai eficientă: trendurile pot fi observate și înțelese mai bine și mai repede. Acest lucru poate fi explicat prin faptul că vederea este cel mai puternic simț al omului, fiind responsabilă pentru aproximativ 70% din percepția mediului înconjurător. Restul de 30% se împarte între celelalte simțuri: gust, miros, simț tactil și auz. Din acest motiv, oamenii percep mult mai repede informațiile atunci când acestea sunt transmise vizual iar deciziile devin evidente. 
Un sistem BI de tip operațional vine în ajutorul utilizatorilor non-tehnici cu modalități de prelucrare și vizualizare a datelor foarte rapide și intuitive, permițând persoanelor din orice nivel al companiei să pună întrebări și să primească răspunsuri în doar câteva secunde.  Prin doar câțiva pași simpli se pot obține dashboard-uri interactive ușor de înțeles de oricine:

## Accesarea datelor
Un sistem BI de ultimă generație poate prelucra și analiza un volum imens de date, din surse variate, aducând la un click distanță informații consolidate despre articole, parteneri, cash-flow, profit, discounturi, mijloace fixe, stocuri etc.  Indiferent de volumul de date, acestea pot fi reprezentate și analizate printr-un număr nelimitat de vizualizări. Odată reprezentate vizual, trendurile sau problemele pot fi mai ușor de observat, iar deciziile sunt luate mult mai simplu când informația este prezentată clar. Analiza datelor într-un sistem BI nu se rezumă doar la câteva grafice statice, pe intervale de timp mai mari. Acestea pot fi studiate în profunzime, trecerea de la o imagine de ansamblu la detalii specifice făcându-se foarte ușor.

## Explorarea, înțelegerea și descoperirea de noi informații
Când o informație este prezentată din perspectiva corectă pot fi obținute concluzii și răspunsuri noi. Un sistem BI operațional este simplu, vizual și ușor de înțeles, oferindu-le oamenilor libertatea de a răspunde întrebărilor imediat cum apar. Modul de vizualizare poate fi schimbat doar printr-un click, în funcție de nevoile fiecărui utilizator. Sistemul BI poate realiza vizualizări interactive în doar câteva secunde chiar și când se lucrează cu volume foarte mari de informație. Acesta le permite utilizatorilor din diferite niveluri ale companiei să treacă de la tabele de date la vizualizări interactive de date cu doar un click. Aceștia vor putea apoi să exploreze, vizualizeze și să împărtășească informații fără suport specializat. 

## Comunicarea informațiilor
Realizarea de vizualizări interactive poate dura doar câteva minute. Acestea pot fi ”asamblate” într-un dashboard interactiv, pentru o viziune de ansamblu, care poate fi împărtășit cu alți oameni. În funcție de facilitățile sistemului BI sau ale platformei pe care este dezvoltat, dashboard-urile pot fi împărtășite oricui, prin Internet. Aceștia pot interacționa direct cu dashboard-ul: pot filtra, sorta și rearanja informația. Dashboard-urile pot fi împărtășite  și prin alte metode: încorporate pe un site, pe blog, pot fi folosite în prezentări sau exportate într-un format static, precum PDF. 

## Piața de desfacere
Într-un raport din 2013, Gartner a clasificat vânzătorii de business intelligence fie ca un furnizor independent „pur-play”, fie ca un „megavendor” consolidat. În 2012, serviciile de informații de afaceri au primit venituri de 13,1 miliarde de dolari. În 2019, piața BI a fost zdruncinată în Europa pentru noua legislație din GDPR (General Data Protection Regulation) care pune responsabilitatea colectării și stocării datelor utilizatorului de date, cu legi stricte în vigoare, pentru a se asigura că datele sunt conforme. Creșterea în Europa a crescut constant din mai 2019, când a fost adus GDPR. Legislația a reorientat companiile să își analizeze propriile date dintr-o perspectivă de conformitate, dar a dezvăluit, de asemenea, oportunități viitoare folosind personalizarea și furnizorii externi de BI pentru a crește cota de piață.